# U-1200
| U-1200                                   | U-1200 | U-1200 |
| ---------------------------------------- | --- | --- |
|                                          | | |
|                                          | | |
| Зображення підводного човна підтипу VIIC | | |
| Під прапором                             | Третій Рейх | Третій Рейх |
| Спуск на воду                            | 4 листопада 1943 року | 4 листопада 1943 року |
| Виведений зі складу флоту                | 5 січня 1944 року | 5 січня 1944 року |
| Сучасний статус                          | 12 листопада 1944 року затонув в Ла-Манші з невідомих обставин                                                                      | 12 листопада 1944 року затонув в Ла-Манші з невідомих обставин                                                                      |
| Проєкт                                   | | |
| Тип ПЧ                                   | Торпедний ДПЧ | Торпедний ДПЧ |
| Розробник проєкту                        | F Schichau, Данциг | F Schichau, Данциг |
| Вартість                                 | 4 439 000 ℛℳ | 4 439 000 ℛℳ |
| Основні характеристики                   | | |
| Швидкість (надводна)                     | 17,9 вузла | 17,9 вузла |
| Швидкість (підводна)                     | 8 вузлів | 8 вузлів |
| Робоча глибина занурення                 | 100 м | 100 м |
| Гранична глибина занурення               | 220 м | 220 м |
| Автономність плавання                    | 8500 миль (15 700 км) на швидкості 10 вузлів (18,6 км/год) (надводна) 80 миль (150 км) на швидкості 4 вузли (7,4 км/год) (підводна) | 8500 миль (15 700 км) на швидкості 10 вузлів (18,6 км/год) (надводна) 80 миль (150 км) на швидкості 4 вузли (7,4 км/год) (підводна) |
| Екіпаж                                   | 44—60 осіб | 44—60 осіб |
| Розміри                                  | | |
| Довжина найбільша (по КВЛ)               | 67,1 м | 67,1 м |
| Ширина корпусу найб.                     | 6,2 м | 6,2 м |
| Висота                                   | 9,6 м | 9,6 м |
| Середня осадка (по КВЛ)                  | 4,74 м | 4,74 м |
| Водотоннажність надводна                 | 769 т | 769 т |
| Озброєння                                | | |
| Артилерія                                | 1 × 88-мм палубна гармата SK C/35                                                                                                   | 1 × 88-мм палубна гармата SK C/35                                                                                                   |
| Торпедно- мінне озброєння                | 4 носових і один кормовий ТА 14 торпед або 26 мін TMA                                                                               | 4 носових і один кормовий ТА 14 торпед або 26 мін TMA                                                                               |
| ППО                                      | 1 × 37-мм зенітна гармата Flak M42 2 × 20-мм зенітні гармати FlaK 30                                                                | 1 × 37-мм зенітна гармата Flak M42 2 × 20-мм зенітні гармати FlaK 30                                                                |

U-1200 — німецький середній підводний човен типу VIIC, що входив до складу Військово-морських сил Третього Рейху за часів Другої світової війни. Закладений 17 квітня 1943 року на верфі F Schichau у Данцигу. Спущений на воду 4 листопада 1943 року, а 5 січня 1944 року корабель увійшов до складу 8-ї навчальної флотилії ПЧ ВМС нацистської Німеччини. Єдиним командиром човна був оберлейтенант-цур-зее Гінріх Мангельс.

## Історія служби
U-1200 належав до німецьких підводних човнів типу VIIC, найчисленнішого типу субмарин Третього Рейху, яких випущено 703 одиниці. Службу розпочав у складі 8-ї навчальної флотилії та з 1 вересня 1944 року в 11-ї флотилії ПЧ Крігсмаріне, що базувалася в Норвегії. У жовтні-листопаді 1944 року підводний човен здійснив один бойовий похід в Атлантичний океан, під час якого не потопив жодного судна.
Раніше вважалося, 11 листопада 1944 U-1200 був потоплений південніше Ірландії (50°25′ пн. ш. 9°10′ зх. д. / 50.417° пн. ш. 9.167° зх. д.) глибинними бомбами британських корветів «Кенілворт Касл», «Лонстон Касл», «Певенсі Касл» і «Портчестер Касл». Проте в 1999 році підводна дослідна експедиція виявила та ідентифікувала рештки U-1200. Виявилось, що човен затонув 12 листопада 1944 року в Ла-Манші південно-східніше англійського Старт-Пойнта (50°2′ пн. ш. 2°1′ зх. д. / 50.033° пн. ш. 2.017° зх. д.). Оскільки немає даних щодо атак підводних човнів союзниками в цій точці, причини загибелі човна невідомі. Всі 53 члени екіпажу загинули.